# 樹皮布

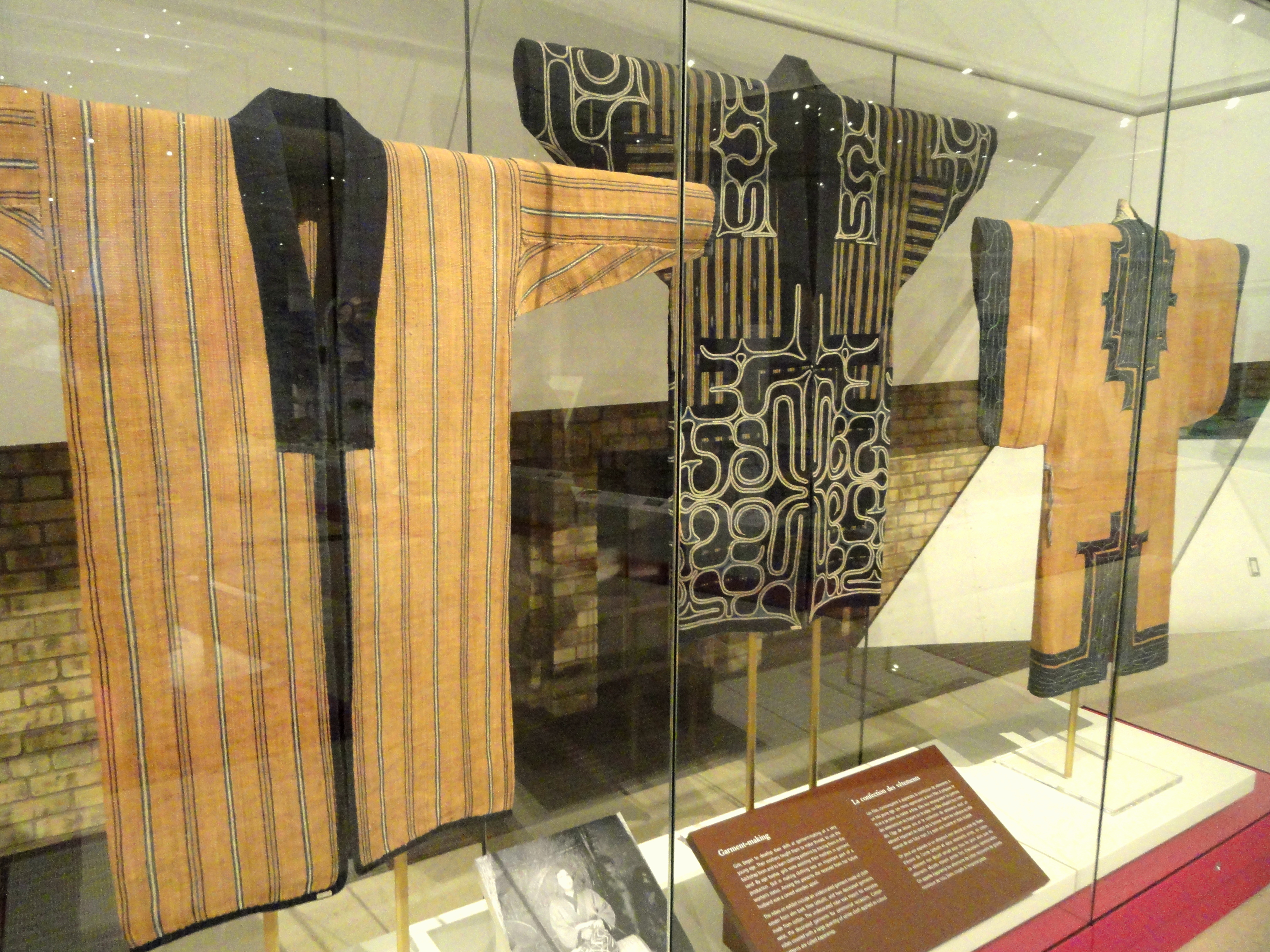
アイヌ民族が作った樹皮から作った服アットゥシ

樹皮布（じゅひふ。英語：Barkcloth）とは、樹皮の内側師部からとれる繊維（靱皮繊維）から作られた布である。アジアやアフリカ、アメリカ等の広い地域で様々な素材から作られた。バーククロスとも呼ばれるが、樹皮のような手触りになるように密に折られた布にも使われるため注意。
樹皮紙とも製法が近く混同されることがある。

## 例
アイヌ民族
オヒョウ、シナノキから作られ、アットゥシと呼ばれる。
アメリカ先住民
ヒノキ科のベイスギなどから作られる杉樹皮織物がある。
ウガンダ
Ficus natalensis(Mutuba、ムトゥバ）という木から作られ、現地ではルブゴ（ Lubugo ）と呼ばれる。2008年にユネスコの無形文化遺産となっている。
オーストロネシア人
クワ科のカジノキ、パンノキなどから作られ、タパという呼び名が外国では一般的だが、地域によって様々な呼び名があり。カパ（ハワイ語 kapa）、ンガトゥ（トンガ語 ngatu）、マシ（フィジー語 masi）、シアポ（サモア語 siapo）、ウランタガ（バリ島）、フヤ（スラウェシ島）などと呼ばれる。
中国・ベトナム
中国の南の島である海南島の黎族が作っていた。そのほか、中国南部の広西チワン族自治区や広東省の紀元前6000-4000年頃の遺跡からも発見されている。隣接するベトナムでも広く普及しており、現代でも農村部で生産されている。

## その他
ロシア、北欧
シナノキ属の樹皮や白樺の樺皮等から作られた靴をラポット(ロシア語：лапоть、靱皮靴)という。新石器時代からも製造されていた痕跡が確認されている。布というよりワラジのような編み物に近い。
きわめて安く作れることから、12世紀に起きたノルウェーの王家争い（ノルウェー内戦）でノルウェー王スヴェレ・シグルツソンに仕えた戦士団を反対勢力側が木の皮で作った靴を履いている奴らとしてビルケベイネル（樺皮足）と嘲笑したことを受けて、自ら名乗るようになった。